# Šustalova vila
Šustalova vila je dům čp. 226 v Kopřivnici, Štefánikova 8 (okres Nový Jičín, kraj Moravskoslezský), který si nechal postavit v roce 1889 majitel kopřivnické kočárovny Josef Šustala. Dne 18. února 1999 byla prohlášena kulturní památkou České republiky.

## Historie
Vilu postavil Heinrich Czeike starší v roce 1889 pro majitele kopřivnické kočárovny Josef Šustala, který se sem nastěhoval s rodinou o rok později. Současně byla postavena i sousední vila pro jeho bratra Adolfa (zvaná Ringhofferova vila). Obě vily obklopoval anglický park. Po konci druhé světové války byly obě rodiny vystěhovány v rámci vysídlení Němců z Československa. Vila byla majitelům zabavena.
Následně byla poskytnuta jako sídlo Lašského muzea, které vybudoval Emil Hanzelka na základě svých soukromých sbírek. Muzeum bylo otevřeno 24. srpna 1947 a obsahovalo především sbírky keramiky a národopisu. Později přibývaly exponáty automobilové továrny Tatra. V roce 1953 bylo změněno na muzeum automobilového a keramického průmyslu. Pro potřeby této expozice byla v roce 1967 přistavěna výstavní hala, která byla později zbořena. V roce 1997 byly expozice přemístěny do Technického muzea Tatra a do Muzea Fojtství. Z vlastní vily se stala administrativní budova Regionálního muzea v Kopřivnici.

## Popis
Vila v historizujícím stylu na obdélníkovém půdorysu je doplněna v pravé čelní části osmibokou věžicí. Některé části mají dvě nadzemní podlaží, jiné pouze jedno. Celý objekt je podsklepen.